# Teraz kiedy czuję
Teraz kiedy czuję – trzeci singel Kasi Kowalskiej promujący jej dziewiąty album „AYA”. Radiowa premiera odbyła się 17 października 2018 po godzinie 20 na antenie radia RMF FM. 26 listopada 2018 opublikowano teledysk do singla.

## Notowania

### Pozycje na radiowych listach przebojów
| Kraj   | Lista (2018)                        | Najwyższa pozycja |
| ------ | ----------------------------------- | ----------------- |
| Polska | Radio Szczecin (SLiP)               | 50                |
| Polska | PiK (Polskie Radio Pomorza i Kujaw) | 16                |
| Polska | LP3 (Lista przebojów)               | 38                |